# Blue Vomit
Blue Vomit est un groupe italien de punk rock, originaire de Turin.
groupe culte de la première vague de la scène punk rock italienne. Le groupe est connu pour son style punk de 77 et son attitude nihiliste,. Le groupe est considéré comme l'un des points de jonction entre la première scène punk et la scène punk hardcore italienne,.
Pendant ses activités, le groupe participe à des compilations et a produit plusieurs cassettes. De nombreux morceaux de cette époque sont redécouverts et publiés par la suite par F.O.A.D. Records et SOA Records, labels spécialisés dans le punk hardcore italien et international. Parmi ses membres, la figure de Luca « Abort » Bortolusso, qui deviendra plus tard, avec Nerorgasmo, une figure clé du punk hardcore italien, est importante.

## Histoire

### Années 1980
À la fin des années 1970, Blue Vomit est initialement composé de Simone Cinotto, Fabio Di Maggio et Enrico Falulera. Leur nom est une phrase de la chanson Vacca de Squallor dans laquelle des noms de groupes inexistants sont mentionnés. Simone Cinotto rappelle dans ses mémoires qu'il est entré dans le punk grâce à l'émission Odeon. Tutto quanto fa spettacolo, qui diffusait un reportage sur les Sex Pistols et le mouvement qui émergeait à Londres. Leur premier concert a lieu au Liceo Scientifico de Grugliasco durant l'été 1980,. Le groupe commence alors à partager la salle de répétition située dans le quartier de Vanchiglia avec d'autres groupes de la scène punk hardcore turinoise tels que Negazione, DDT, Declino, Indigesti, Kina et d'autres. Dans les mois qui suivent, ils jouent souvent à Turin et dans les environs, ce qui leur vaut même un article dans le magazine musical mensuel Popster.
Le groupe change ensuite de formation lorsque, avec le départ de Fabio Di Maggio pour le service militaire, Luca « Abort » Bortolusso et Martino « Sborrmann » Cinotto à la basse et guitare rejoignent le groupe. Leur première œuvre est une cassette perdue, sur laquelle ils ont déjà composé des morceaux tels que Non mi alzo in bus, La sfiga della suora, Vivo in una città morta, et Fotti il mito. Les auteurs sont Simone Cinotto pour la musique et Luca Abort pour les paroles et les textes. Dans la scène punk hardcore de Turin, ils étaient connus pour leur punk de 77 et leur attitude nihiliste, « ludique et authentiquement incorrecte ». C'est à cette époque que se forment les collectifs contre-culturels du punk, qui font circuler et distribuent souvent des œuvres faites maison sur des cassettes DIY avec des couvertures composées d'œuvres d'art ronéotypées, comme dans le cas des compilations Torinoise (Play at Your Home Records, 1981) dans laquelle Blue Vomit apparaît avec la chanson Animal ou Torino 198X (Disforia Tapes, 1983) qui les présente avec la chanson Mai Capirai. Torinoise est le premier album du groupe, et est lié au fanzine homonyme édité par Vittorio Castellani. Leur chanson Non mi alzo in bus, symbole de la rupture avec les règles imposées par la société, est interprétée en direct dans une scène du film Rock (1981) de Daniele Segre. La scène est tournée dans une boucherie.
En 1982, ils enregistrent Live a Vanchiglia, un concert donné dans le quartier de Turin où vivait également Kollettivo. Le groupe se sépare en 1983 et, après une courte période pendant laquelle les anciens membres du groupe et un nouveau bassiste donnent des concerts sous le nom de Cani Putridi, Luca « Abort » Bortolusso, Simone « Fast » Cinotto et Enrico « Kriminal » Falulera forment Nerorgasmo.

### Compilations
En 2007, F.O.A.D. Records et SOA Records remastérisent de vieilles cassettes de Blue Vomit et les publient dans un album compilation sur CD. Cripple Bastards participe également au processus de redécouverte de Blue Vomit, et sur leur album de vieilles reprises italiennes de punk hardcore et de thrash intitulé Frammenti di vita (T.V.O.R. sur vinyle, 2010), ils incluent le titre Mai capirai.
En 2011, la deuxième collection intitulée Discografia 1982/1983 est sortie, toujours sur F.O.A.D. Records. L'album, pressé sur un vinyle bleu, présente sur la face A du disque d'anciens enregistrements parus sur les compilations Torinoise et Torino 198x, et sur la face B des enregistrements des concerts Live at Vanchiglia 11/11/1982 et Live Via Artom 1983.

### Retour
Au début de l'année 2012, les membres fondateurs de Blue Vomit Enrico « Kriminal » Falulera et Fabio Di Maggio ont décidé de reformer le groupe pour une nouvelle fois. Falulera et Fabio Di Maggio ont décidé de reformer le groupe pour donner de nouveaux concerts. Cependant, les frères Cinotto ne participent pas au projet de reformation pour des raisons personnelles,. En décembre 2012, le « nouveau » Blue Vomit se reforme pour ce qui devait être un concert unique à l'United Club de Turin lors d'une soirée qui les voit sur scène avec Kina. La nouvelle formation comprend, outre la section rythmique historique, Enrico Falulera et Fabio Di Maggio, Max au chant et Sergio à la guitare. Pour l'occasion, un coffret d'anthologie sort dans une édition publiée par Zapping Records avec l'intégralité de la discographie du groupe, plus quelques titres réenregistrés par le nouveau line-up.
Ce coffret contient une clé USB avec le logo du groupe, une interview et un clip vidéo de la chanson Non sopporto, la biographie imprimée du groupe et d'autres produits dérivés.
Dans une interview accordée au magazine Vice, Simone Cinotto déclare son opposition à des opérations qu'il qualifie de purement commerciales, invitant le public à ne pas acheter le nouveau matériel produit ("on fait des disques, on imprime des t-shirts, des autocollants, mais plutôt à les auto-produire « avec des masques et des feutres » en toute éthique DIY. S'exprimant de manière générale sur Blue Vomit et Nerorgasmo, Cinotti souligne son agacement face à des opérations qui, selon lui, ont été réalisées « en l'absence du personnage principal. » Le « nouveau » Blue Vomit, après le concert de 2012, se réunit sporadiquement sans Cinotto pour la nouvelle année pour de nouveaux concerts, partageant même la scène avec des groupes tels que scène avec des groupes tels que The Spirits, Contrast, Extreme Noise Terror, Cancer Spreading, Cripple Bastards, Marky Ramone et Mentors.

## Discographie

### Albums studio
- 2007 : Blue Vomit (CD, F.O.A.D. Records, SOA Records)
- 2008 : Discografia 1982/1983 (LP, F.O.A.D. Records)
- 2012 : Vivo in una città morta (Zapping Records)

### Compilations
- 1981 : Torinoise (Cassetta, Play at Your Home Records)
- 1982 : Hardcore or What (cassette, Xcentric Noise Records, 1982)
- 1983 : Torino 198x (cassette, Disforia Tapes)
- 1995 : Rovina Hardcore - Live 1981-1985 (cassette, Provincia Attiva)
- 1997 : All'ombra della Mole - Torino 1982 / 85 (cassette)
- 2005 : Punk In Italia (CD)